# Внање Горице
Внање Горице (словен. Vnanje Gorice) је насељено место у општини Брезовица, Средњесловенска регија, Словенија.

## Историја
До територијалне реорганизације у Словенији било је у саставу града Љубљане, односно старе општине Вич–Рудник.

## Становништво
У попису становништва из 2011. године, Внање Горице је имало 2.195 становника.
| Број становника према пописима | Број становника према пописима | Број становника према пописима |
| ------------------------------ | ------------------------------ | ------------------------------ |
| 1991                           | 2002                           | 2011                           |
| 1.450                          | 1.829                          | 2.195                          |

Напомена: 1987. умањено за делове насеља који су припојени насељима Брезовица при Љубљани и Нотрање Горице.